# 顱骨鎖骨發育不良症
顱骨鎖骨發育不良症是控制成骨細胞特殊轉錄因子發生基因突變的疾病。本症會導致頭骨骨化慢，骨縫密合極慢，可能到4歲才開始骨化，甚至到成年還未完成。典型時會造成頭大、臉小、肩下垂及胸部狹窄。
其發生率為1/1,000,000。
遺傳方面，其遺傳方式為體染色體顯性遺傳模式，無關性別，約2/3患者有家族遺傳。